# 梶山弘志

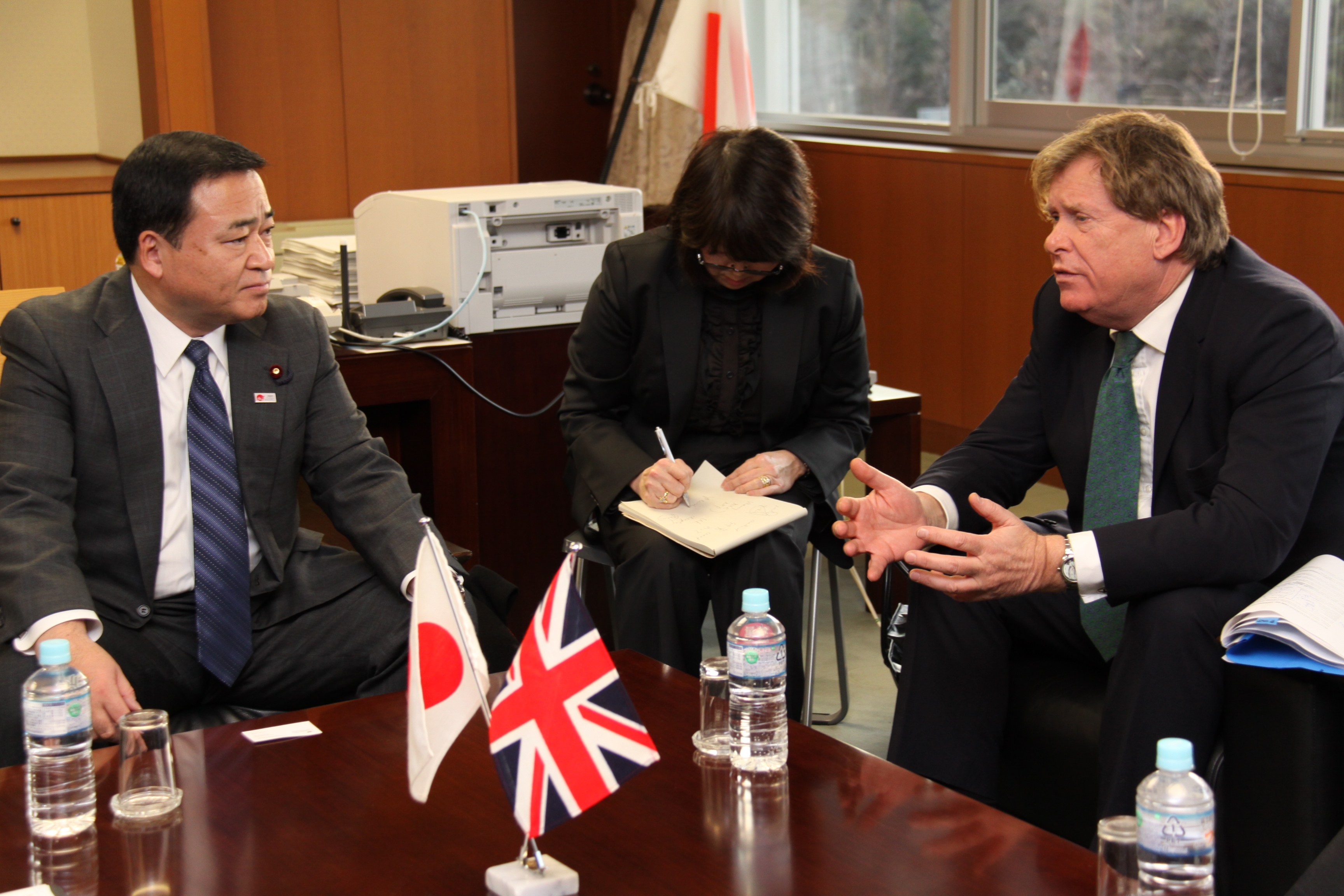
2013年、バーンズ・英国運輸大臣と会談する梶山（左）

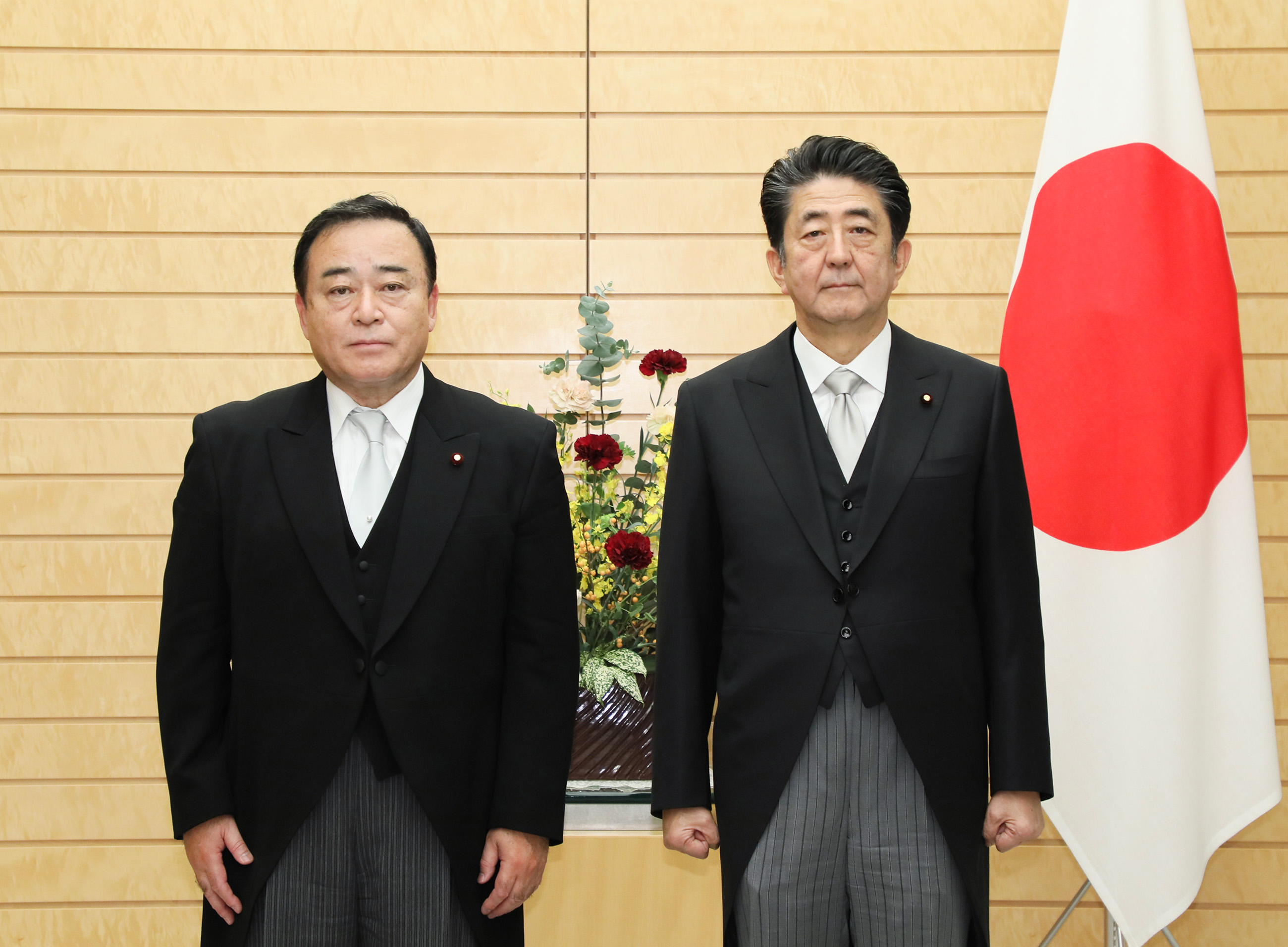
2019年10月25日、経済産業大臣・内閣府特命担当大臣就任時に内閣総理大臣安倍晋三と

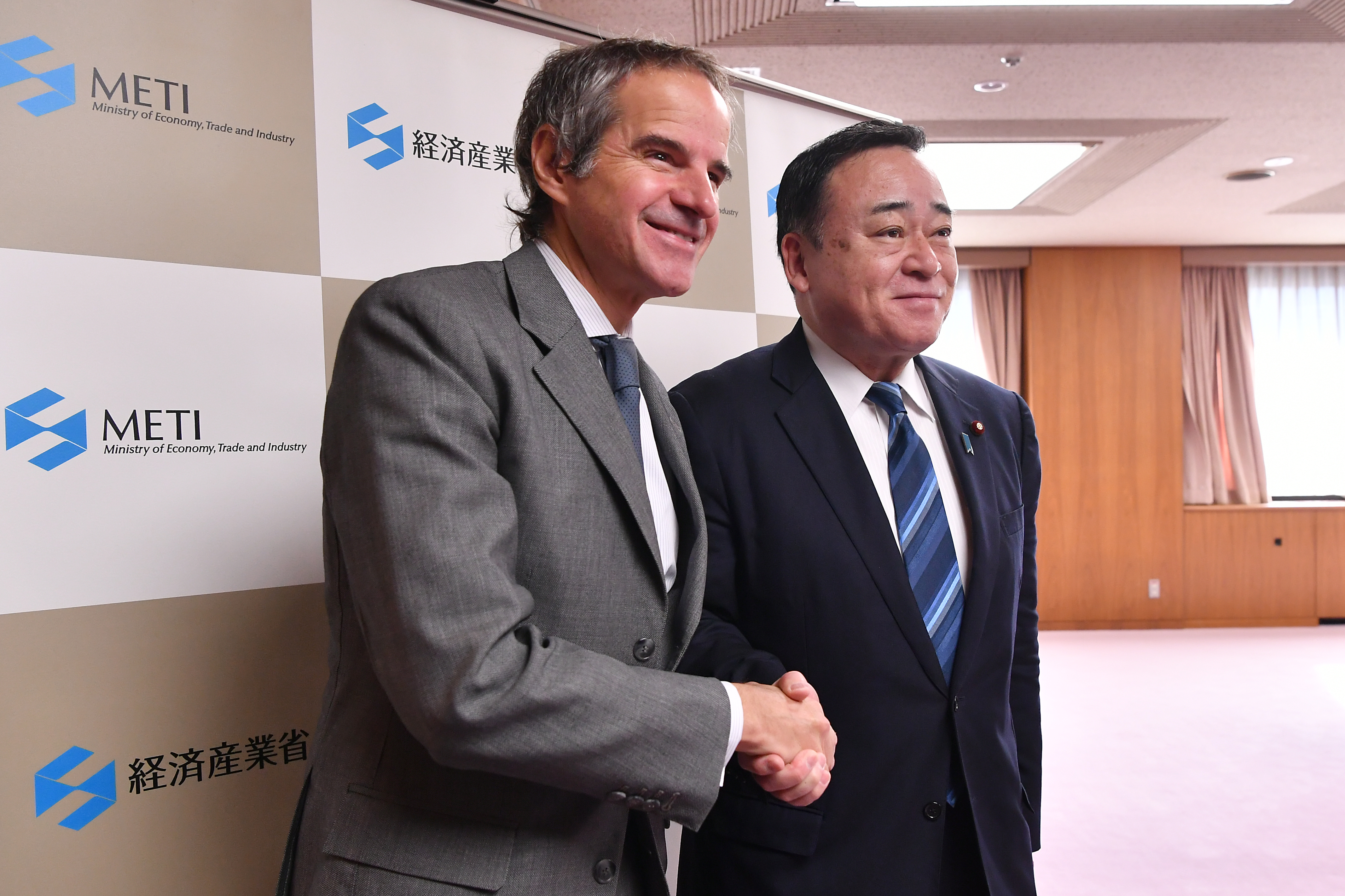
2020年2月25日、東京にて

梶山 弘志（かじやま ひろし、1955年〈昭和30年〉10月18日 - ）は、日本の政治家。自由民主党所属の衆議院議員（9期）。
経済産業大臣（第25-26代）、内閣府特命担当大臣（原子力損害賠償・廃炉等支援機構）・産業競争力担当大臣・国際博覧会担当大臣・ロシア経済分野協力担当大臣・原子力経済被害担当大臣（第4次安倍第2次改造内閣・菅義偉内閣）、内閣府特命担当大臣（地方創生、規制改革）・まち・ひと・しごと創生担当大臣・行政改革担当大臣・国家公務員制度担当大臣（第3次安倍第3次改造内閣・第4次安倍内閣）、国土交通副大臣（第2次安倍内閣）、国土交通大臣政務官（第1次安倍内閣）、衆議院災害対策特別委員長、同国土交通委員長、自由民主党政務調査会長代理、同経理局長、同政務調査会副会長、同広報戦略局長、同副幹事長、同幹事長代行（第8代）、自由民主党茨城県支部連合会長などを歴任。
父は内閣官房長官、通商産業大臣、法務大臣、自由民主党幹事長、衆議院議員などを歴任した梶山静六。

## 来歴
茨城県常陸太田市生まれ。茨城県立太田第一高等学校、日本大学法学部法律学科卒業。大学卒業後、動力炉・核燃料開発事業団（現在の日本原子力研究開発機構）に入職し、1985年まで勤務した後、父・静六の秘書に転じる。1988年に非金属鉱物専門商社を設立し、代表取締役社長に就任。
2000年、父・静六の死去を受けて後継として、第42回衆議院議員総選挙で茨城4区から立候補し初当選する。
2003年11月9日の第43回衆議院議員総選挙では、2位以下の候補を大幅に引き離す得票数で再選された。2004年、衆議院議事進行係に就任。
2005年の郵政国会では、郵政民営化法案の衆議院本会議での採決において棄権。その後、賛成を表明する誓約書を執行部に提出し、自民党の公認を得て同年9月11日の第44回衆議院議員総選挙で3選。2006年9月発足の安倍内閣で、国土交通大臣政務官（安全危機管理施策、交通関係施策、航空関係事務）に任命された。
2009年8月30日の第45回衆議院議員総選挙では民主党公認の高野守を約7千票差で破り、茨城県選出の自民党議員で唯一、小選挙区の議席を獲得した。その後、自民党副幹事長に起用された。
2010年、自民党広報戦略局長に就任。2011年、党政調副会長に就任。2012年、党経理局長に就任。同年12月16日の第46回衆議院議員総選挙で5選。第2次安倍内閣で国土交通副大臣（海上保安関係施策と国土政策、都市局、道路、海事、港湾、航空、北海道開発及び国際関係施策の総括）に任命された。
2013年1月、衆議院予算委員長の山本有二の呼びかけで結成された無派閥連絡会に参加し、石破茂を支持する議員の1人だったが、2015年に石破が水月会を立ち上げた際は参加せず、同様に石破派に参加しなかった無派閥連絡会の議員9人で、「無派閥有志の会」を結成した。
2014年9月29日、衆議院災害対策特別委員長に就任。同年12月14日の第47回衆議院議員総選挙で6選。
2017年8月3日、第3次安倍第3次改造内閣において、内閣府特命担当大臣（地方創生、規制改革）に任命され、初入閣した。併せて、まち･ひと･しごと創生、行政改革、国家公務員制度を担当する国務大臣にも任命された。
2017年8月27日投開票の茨城県知事選挙では、自民・公明両党の推薦を受け立候補した元ドワンゴ役員の大井川和彦の選挙対策本部長を務め、大井川が7選を目指した現職の橋本昌を破り初当選した。自らも10月22日の第48回衆議院議員総選挙で7選。
2017年11月1日、第4次安倍内閣で国務大臣に再任。
2018年10月2日、第4次安倍第1次改造内閣発足により大臣を退任。
2019年10月25日、第4次安倍第2次改造内閣で経済産業大臣、内閣府特命担当大臣（原子力損害賠償・廃炉等支援機構）を務めていた菅原一秀が選挙区内の支援者に香典を送ったなどとする「週刊文春」の記事を受けて辞任したことにより、後任として同日付で認証を受け経産相に就任した。併せて、産業競争力、ロシア経済分野協力、2025年国際博覧会、原子力経済被害を担当する国務大臣にもそれぞれ任命された。
2020年9月16日発足の菅義偉内閣でも経済産業大臣に再任。専任の国際博覧会担当相が設置され井上信治が任命されたため、国際博覧会担当からは外れた。
2021年10月1日、自民党総裁の岸田文雄のもとで幹事長代行に起用された。
同年10月31日、第49回衆議院議員総選挙で8選。
2024年9月27日に行われた自民党総裁選挙において茂木敏充の選対本部長を務めるとともに推薦人に名を連ねた。梶山は1回目は茂木に投票し、得票数1位の高市早苗と2位の石破茂が進んだ決選投票については、茨城新聞の取材に対し、投票先を公表しなかった。
同年10月31日、第49回衆議院議員総選挙で9選。

## 政策・主張
- 日本国憲法第9条の改正、集団的自衛権の行使に賛成[24]。
- ヘイトスピーチの法律による規制に賛成[24]。
- 原子力発電は日本に必要[24]。
- 日本の核武装について「将来にわたって検討すべきでない」としている[25]。
- 女性宮家の創設に反対[25]。
- 村山談話、河野談話の見直しに反対[24]。
- 日本におけるカジノの解禁に反対[24]。
- 選択的夫婦別姓制度の導入に反対[26][27]。

## 選挙歴
| 当落 | 選挙                   | 執行日         | 年齢 | 選挙区  | 政党       | 得票数     | 得票率 | 定数 | 得票順位 /候補者数 | 政党内比例順位 /政党当選者数 |
| ---- | ---------------------- | -------------- | ---- | ------- | ---------- | ---------- | ------ | ---- | ------------------ | ---------------------------- |
| 当   | 第42回衆議院議員総選挙 | 2000年06月25日 | 44   | 茨城4区 | 自由民主党 | 13万9817票 | 83.35% | 1    | 1/2                | /                            |
| 当   | 第43回衆議院議員総選挙 | 2003年11月09日 | 48   | 茨城4区 | 自由民主党 | 11万9047票 | 74.07% | 1    | 1/3                | /                            |
| 当   | 第44回衆議院議員総選挙 | 2005年09月11日 | 49   | 茨城4区 | 自由民主党 | 12万2200票 | 63.20% | 1    | 1/3                | /                            |
| 当   | 第45回衆議院議員総選挙 | 2009年08月30日 | 53   | 茨城4区 | 自由民主党 | 10万4236票 | 50.73% | 1    | 1/3                | /                            |
| 当   | 第46回衆議院議員総選挙 | 2012年12月16日 | 57   | 茨城4区 | 自由民主党 | 11万3718票 | 65.11% | 1    | 1/3                | /                            |
| 当   | 第47回衆議院議員総選挙 | 2014年12月14日 | 59   | 茨城4区 | 自由民主党 | 9万5655票  | 64.47% | 1    | 1/4                | /                            |
| 当   | 第48回衆議院議員総選挙 | 2017年10月22日 | 62   | 茨城4区 | 自由民主党 | 9万7966票  | 69.95% | 1    | 1/3                | /                            |
| 当   | 第49回衆議院議員総選挙 | 2021年10月31日 | 66   | 茨城4区 | 自由民主党 | 9万8254票  | 70.47% | 1    | 1/3                | /                            |
| 当   | 第50回衆議院議員総選挙 | 2024年10月27日 | 69   | 茨城4区 | 自由民主党 | 9万1019票  | 68.33% | 1    | 1/3                | /                            |

## 所属団体・議員連盟
- 自民党たばこ議員連盟[28]
- 創生「日本」（副幹事長）
- 神道政治連盟国会議員懇談会
- 日本会議国会議員懇談会
- 速やかな政策実現を求める有志議員の会
- 日韓議員連盟（幹事）
- TPP交渉における国益を守り抜く会
- 再チャレンジ支援議員連盟
- アジア・ゼロエミッション共同体議員連盟[29]